# Le Grand Remous
Pour les articles homonymes, voir Remous.
Le Grand Remous est une série télévisée québécoise en 93 épisodes de 25 minutes scénarisée par Dominique Drouin et Mia Riddez-Morisset, diffusée entre le 4 janvier 1989 et le 11 décembre 1991 à la Télévision de Radio-Canada.

## Synopsis
« Le Grand Remous » raconte l'histoire de Jean-Marie Froment. Fils d'une famille nombreuse, celui-ci décide de tenter sa chance à Montréal où il fonde sa propre usine.

## Fiche technique
- Scénarisation : Dominique Drouin et Mia Riddez-Morisset
- Réalisation : Constance Paré et Lorraine Pintal
- Société de production : Société Radio-Canada

## Distribution
- Normand D'Amour : Jean-Marie Froment
- Gilles Renaud : Elzéar Froment
- Louise Turcot : Thérèse Froment
- Danielle Lépine : Brigitte Froment
- Manon Lussier : Line Froment-Brisebois
- Brigitte Paquette : Simone Froment
- Éric Cabana : Hector Froment
- Paul Berval : Octave Bellemare
- Pascale Perron : Catherine Froment
- Mario Saint-Amand : Mathieu Froment
- Widemir Normil : Joseph Maboulaï
- Marie-Noëlle Riddez : Marie-Jo Dalpé
- Benjamin Beauregard : Benjamin Brisebois
- Nadia Lévesque : Nadine Brisebois
- Nathalie Gadouas : Patricia Smith-Froment
- Marcel Girard : Dr Lemay
- Mark Brennan : Ron Smith
- Catherine Tranchemontagne : Julie Froment
- Patrice Coquereau : Sébastien Breault
- Normand Canac-Marquis : Todore
- Marjorie Smith : Armande Froment
- Martin Faucher : François Froment
- Yannick Beaudoin : Gérard Froment
- Pierre Gendron : Malo Froment
- Annie Houle : Gisèle Froment
- Marie-Hélène Foisy : Josette Froment
- Sophie Gareau : Lucienne Froment
- Jean-François Saucier : Paul Froment, jeune
- Yvon Roy : Paul Froment
- Christian Poirier : Réjean Froment
- Marc Labrèche : Mario Roussel
- Vincent Graton : Louis Boucher
- Julien Poulin : Armand Viau
- Marcel Sabourin : Roger Grégoire
- Eudore Belzile : Samuel Brisebois
- Jean-Luc Bastien : Curé Jolivest
- Béatrice Picard : Flore
- Garance Mousseau-Maltais : Maggie Froment
- Pier Paquette : Renaud
- Jean-Philippe Dupuis : Bruno
- Gildor Roy : Gérard Froment
- Zoé Latraverse : Maggie
- Jean Harvey : Paulo
- Denis Roy : Phil Legault
- Alain Zouvi : Psychologue
- Gabriel Marian Oseciuc : Entrepreneur roumain
- Éric Bernier : J.-P. Tremblay
- Pierre Chagnon : Bertrand Duguay